# Jacqueline Huet
Pour les articles homonymes, voir Huet.
Jacqueline Huet, née le 20 octobre 1929 à Paris et morte le 8 octobre 1986 dans la même ville, est une actrice, chanteuse et présentatrice de télévision française.
Engagée à la RTF en 1956, elle fut notamment l'une des speakerines les plus populaires de la télévision française dans les années 1960 et 1970, jusqu'en 1975.

## Biographie

### Jeunesse, formation et débuts
Jacqueline Huet est la fille de Jacques Huet (né le 4 mars 1902 à Paris, mort le 9 septembre 1985 à Tours) et de Jeanne Floch (née le 24 décembre 1907 à Brest, morte le 19 février 1984 à Nice).
Fille unique choyée par sa mère, Jacqueline Huet n'a pas été élevée par son père, directeur commercial d'une maison d'appareils ménagers[réf. souhaitée].
Élève au Conservatoire de Paris, elle monte sur les planches à partir de 1945, et tourne dans de nombreux films jusqu'à la fin des années 1950. Également mannequin grâce à sa beauté, elle fait la couverture de nombreux magazines de presse féminine (Paris-Match, Jours de France, Elle) ou de télévision, jusque dans les années 1970. Elle figure en 1960 dans le magazine Life (États-Unis, numéro du 22 août, page 41) pour la marque de crème de beauté Pond's  qui la présente comme " one of the most exciting women in the world ".

### Carrière
En 1956, Jacqueline Huet est engagée à la RTF pour animer Pique, pique et colégram, la première émission pour la jeunesse, diffusée tous les jeudis.
En 1958, alors qu'elle se rend à son émission dans le bâtiment de la télévision au 16, rue Cognacq-Jay, elle apprend qu'un concours a lieu pour devenir speakerine et se présente à la dernière seconde ; elle gagne devant Anne-Marie Peysson et devient speakerine de la première chaîne de la télévision française jusqu'en 1975, devenant une des « célébrités » de la télévision française à cette période. En octobre 1961, le magazine espagnol Ondas lui décerne le prix de la meilleure speakerine européenne.
Le 5 novembre 1961, en compagnie de Pierre Tchernia, elle présente L'Ami public numéro un, une émission dont celui-ci va être présentateur. Elle présente également plusieurs émissions de variétés et de nombreux galas de chanteurs et d'humoristes, notamment de ses amis Mike Brant, Charles Aznavour, Gilbert Bécaud ou Thierry Le Luron. Elle joue également à plusieurs reprises la comédie dans de grands shows télévisés à l'occasion des fêtes de fin d'année.
Ses amis chanteurs Mouloudji et François Deguelt lui écrivent des chansons qu'elle enregistre à partir de 1958. En 1965, Elle est récompensée par le prix de l’Académie Charles-Cros pour sa chanson Le jour et la nuit. Jusque dans les années 1980, elle se produira dans de nombreux cabarets et music-halls.

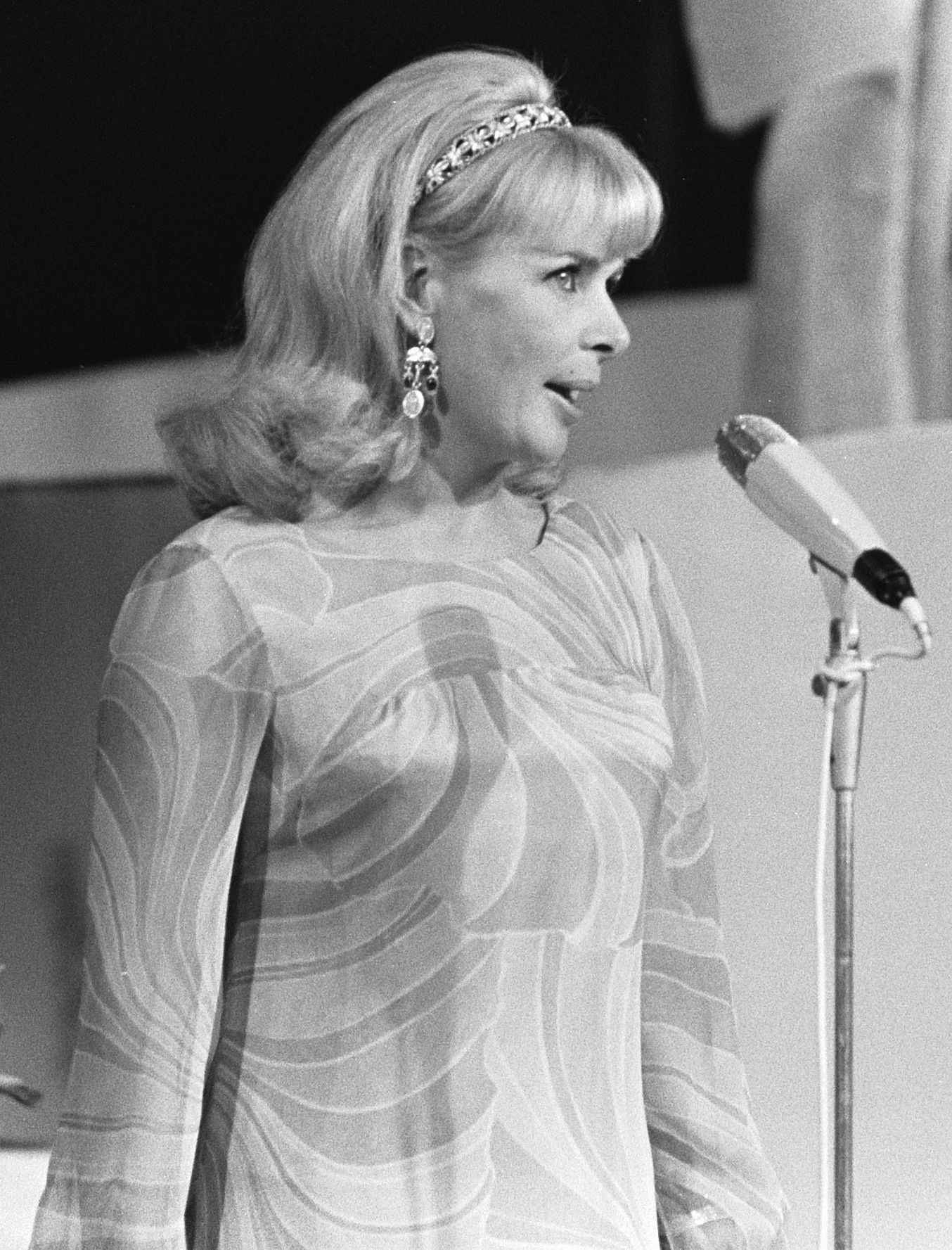
Jacqueline Huet, le 9 juillet 1969 aux Pays-Bas.

Lors des événements de mai 1968, on la voit au théâtre de l'Odéon alors occupé par les étudiants contestataires ; elle y prend la parole.
Le 5 janvier 1975, elle clôt avec beaucoup d'émotion sa carrière de speakerine et les émissions de la première chaîne de l'ORTF, remplacée le lendemain par la nouvelle société publique TF1.
Coproductrice de l'émission Le Monde de l'accordéon sur TF1 de janvier 1975 jusqu'en 1981, elle la présente également puis participe à de nombreuses émissions comme invitée, telles que Champs-Élysées de Michel Drucker ou L'Académie des neuf de Jean-Pierre Foucault. Pascal Sevran l'invite à plusieurs reprises dans ses émissions.
À partir de 1981, malgré ses fréquentes apparitions à la télévision, elle n'a plus d'émission personnelle, évincée en raison de son engagement politique en faveur de Valéry Giscard d'Estaing pendant l'élection présidentielle de 1981, ce qu'elle considère jusqu'au bout de sa vie comme une grande injustice.
En juillet 1984, elle co-présente durant trois semaines en compagnie de Sim l'émission Cocktail Maison sur TF1.
L'une de ses dernières apparitions notables est un spot publicitaire qu'elle tourne pour la marque de surgelés « Vivagel », tourné nommément en dérision par l'humoriste Coluche dans un de ses sketchs parlant de la publicité télévisée.
Malgré une profonde dépression, elle propose de nouveaux projets d'émissions aux chaînes de télévision, recherche des rôles au théâtre ou dans des téléfilms, mais toutes les portes lui restent fermées.
Elle a un court sursaut d'espoir après les élections législatives de mars 1986 qui voient le succès de la droite, et imagine alors un retour possible à la télévision.

### Vie privée et mort
En 1949, Jacqueline épouse le comédien Yves Vincent mais, malgré la naissance de leur fille Dominique l'année suivante, elle quitte le domicile conjugal au bout de quelques mois ; le divorce est prononcé en 1953. En 1960, elle se remarie avec un médecin dermatologue, André Fieschi, mais cette seconde union se termine elle aussi par un divorce en 1968. Elle vit par la suite avec le chanteur Théo Sarapo, qui meurt dans un accident de la route le 28 août 1970. Le projet d'une troisième union avec Jean-Claude Dauzonne, directeur de Bobino, son compagnon à partir de 1976, est finalement annulé. Son dernier compagnon est François Janin (directeur des sports de TF1), qui reste son ami et voisin jusqu'en 1986[réf. nécessaire].
Elle est victime d'une grave agression en avril 1982. Elle perd sa mère le 19 février 1984. Après une fracture du péroné, elle reste alitée plusieurs semaines à l'automne 1984 et doit se battre contre une infection rénale contractée lors de son séjour à l'hôpital. Elle perd ensuite son père le 9 septembre 1985[réf. nécessaire].
Consommant beaucoup d'anxiolytiques et de somnifères, elle est admise en maison de repos durant l'été 1985, puis à nouveau en septembre 1986. Elle se sent seule, persécutée, ne se supporte plus et refuse l'aide de ses proches. 
Attendue au soir du 7 octobre 1986 par ses amis à l'inauguration du « Cotton Club », le restaurant d'Évelyne Leclercq, elle ne se rend pas à l'invitation. Après un coup de téléphone confus à un ami, elle avale une forte dose de barbituriques et se glisse dans son bain. Alertés vers 3 h du matin, les pompiers mettent plus d'une heure à pénétrer dans son appartement du 5e étage, au 49 rue Boileau (16e arrondissement de Paris) et la trouvent morte. Elle laisse un dernier mot demandant qu'on ne la ranime pas et indiquant que « les vedettes du show-biz délaissées sont comme des canards sans tête qui continuent à marcher ». Dès le lendemain, la presse salue sa mémoire et s'interroge sur la responsabilité du métier dans le désespoir de la star abandonnée[réf. nécessaire].
Jacqueline Huet est incinérée au crématorium du Père-Lachaise puis ses cendres répandues dans une rivière de Picardie.

## Filmographie

### Cinéma
- 1947 : Et dix de der de Robert Hennion
- 1947 : L'Éventail d'Emil-Edwin Reinert
- 1947 : Mademoiselle s'amuse de Jean Boyer : une jeune femme au buffet du bal
- 1947 : Le Dernier Testament (court métrage tourné en Grande-Bretagne)
- 1948 : Sergil et le Dictateur de Jacques Daroy : la bonne
- 1948 : Scandale aux Champs-Élysées de Roger Blanc
- 1949 : Mission à Tanger de André Hunebelle : la dame du vestiaire au cabaret
- 1951 : Porte d'Orient de Jacques Daroy : la comtesse
- 1951 : La Demoiselle et son revenant de Marc Allégret : Mathilde
- 1952 : Ouvert contre X de Richard Pottier : la vendeuse
- 1953 : Si Versailles m'était conté de Sacha Guitry : une dame de la cour
- 1955 : Mademoiselle de Paris de Walter Kapps : une collaboratrice
- 1955 : Treize à table de André Hunebelle : Priscilla Wood
- 1956 : Mannequins de Paris de André Hunebelle : Christiane
- 1959 : Le Déjeuner sur l'herbe de Jean Renoir : la présentatrice télé
- 1961 : Les hommes veulent vivre de Léonide Moguy : madame Chardin
- 1962 : Clémentine chérie de Pierre Chevalier : la présentatrice télé
- 1964 : Les Pieds nickelés de Jean-Claude Chambon : la présentatrice télé
- 1965 : De l'assassinat considéré comme l'un des Beaux-Arts de Maurice Boutel : Lady Manton
- 1976 : Mort au sang donneur de Wim Lindner : la sœur

### Télévision
- 1972 : Les Évasions célèbres, épisode « Latude ou L'entêtement de vivre » de Jean-Pierre Decourt : la marquise de Pompadour
- 1976 : Minichronique de René Goscinny et Jean-Marie Coldefy (épisode « Les Ennemis ») : elle-même

## Théâtre
- 1958 : Oscar de Claude Magnier, mise en scène Jacques Mauclair, théâtre de l'Athénée : Jacqueline

## Discographie
- Quand je manque de toi[6]
- Le Jour et la nuit[7]